# تشيتشكلو (إسلام شهر)
تشيتشكلو (بالفارسية: چیچکلو) هي قرية تقع في قسم دة عباس الريفي (مقاطعة اسلام شهر) في إيران. يقدر عدد سكانها بـ 2,196 نسمة .